# Men’s Travelers NOCA Provincials
Men’s Travelers NOCA Provincials – zawody wyłaniające mistrzów mężczyzn Northern Ontario w curlingu. Są to zawody eliminacyjne do the Brier, pomimo że Northern Ontario nie jest oddzielną prowincją czy terytorium, uczestniczy w mistrzostwach kraju niezależnie od Ontario. Zawody rozgrywane są od 1927.

## Nazwa turnieju
- Labatt Tankard: ?-1999
- Nokia Cup: 2000
- Labatt Tankard: 2001–2005
- Kia Cup: 2006
- The Dominion Northern Ontario Men’s Curling Championship: 2007–2013
- Men’s Travelers NOCA Provincials: od 2014

## System gry i kwalifikacje
Obecnie w turnieju rywalizuje ze sobą 12 drużyn, grają systemem kołowym a następnie Page play-off.
Do zawodów kwalifikują się:
- Zwycięzcy rywalizacji regionalnej (6 regionów)
- Zwycięzca Dominion Men’s Qualifier East
- Zwycięzca Dominion Men’s Qualifier West
- Cztery najlepsze zespoły z dwóch dodatkowych turniejów kwalifikacyjnych

## Mistrzowie Northern Ontario
| Rok  | Czwarty          | Trzeci               | Drugi               | Otwierający        | Miasto, klub                                                    | Pozycja na the Brier |
| ---- | ---------------- | -------------------- | ------------------- | ------------------ | --------------------------------------------------------------- | -------------------- |
| 1927 | Emmett Smith     | Dunc Sutherland      | Dan Millar          | Mel Hunt           | Haileybury, Haileybury Curling Club                             |                      |
| 1928 | Albert Tobey     | Frank Muirhead       | Bob Morrison        | Jim Scott          | Sudbury, Sudbury Curling Club                                   |                      |
| 1929 | George Nicholson | Thomas Godfrey       | Frank Hamlin        | William Thompson   | Chapleau, Chapleau Curling Club                                 | 5.                   |
| 1930 | Albert Tobey     | Frank Muirhead       | Bob Morrison        | David Moore        | Sudbury, Sudbury Curling Club                                   |                      |
| 1931 | John Nicholson   | James Shaw           | George Murr         | Lloyd Mason        | Sault Ste. Marie, Sault Ste. Marie Curling Club                 |                      |
| 1932 | A.E. Stephenson  | R.W. Thomson         | Charles Binkley     | Jack Mckinlay      | New Liskeard, Curling Club                                      |                      |
| 1933 | Jerry Abrams     | Mel Charron          | Tom Ramsay          | Bert Elliott       | Kirkland Lake, Kirkland Lake Curling Club                       |                      |
| 1934 | James Shaw       | Herb Lash            | Noble Kenny         | Frank Elliott      | Sault Ste. Marie, Sault Ste. Marie Curling Club                 |                      |
| 1935 | James Shaw       | Herb Lash            | Bill Rubenstein     | Frank Elliott      | Sault Ste. Marie, Sault Ste. Marie Curling Club                 | 6.                   |
| 1936 | Emmett Smith     | Dan Millar           | Bill Beecroft       | Melvin Robb        | Haileybury, Haileybury Curling Club                             |                      |
| 1937 | Emmett Smith     | Dan Millar           | Bill Beecroft       | Melvin Robb        | Haileybury, Haileybury Curling Club                             |                      |
| 1938 | John Walker      | Sam Caldbick         | Bob Donald          | Jack Gauthier      | Timmins, Timmins Curling Club                                   | 8.                   |
| 1939 | Dan Millar       | Dunc Sutherland      | Bill Beecroft       | Lorne Umprhrey     | Haileybury, Haileybury Curling Club                             |                      |
| 1940 | James Davis      | Ab Sackrider         | Harry Mcnabb        | Scotty Macdonald   | Kirkland Lake, Kirkland Lake Curling Club                       |                      |
| 1941 | Don Best         | J.C. Tuck            | Tom Rushworth       | George Sayles      | Kirkland Lake, Kirkland Lake Curling Club                       |                      |
| 1942 | Bill Mcmitchell  | Bert Cooper Junior   | Don Groom           | Bert Cooper Senior | Sudbury, Sudbury Curling Club                                   |                      |
| 1946 | Tom Ramsay       | Wally Spencer        | M. Gray Coughlin    | Hugh Colquhoun     | Kirkland Lake, Kirkland Lake Curling Club                       |                      |
| 1947 | Don Best         | Tom Marston          | Len Williamson      | Harry Mcnabb       | Kirkland Lake, Kirkland Lake Curling Club                       |                      |
| 1948 | James Guy        | Bill Johnson         | George Holmstrom    | Jack Mcleod        | Kenora, Kenora Curling Club                                     |                      |
| 1949 | Jimmy Sutherland | Elmer Dick           | Ken Vail            | Hugh Calverley     | Schumacher, Mcintyre Curling Club Timmins, Timmins Curling Club |                      |
| 1950 | Tom Ramsay       | Len Williamson       | Bill Weston         | Bill Kenney        | Kirkland Lake, Kirkland Lake Curling Club                       |                      |
| 1951 | Walter Johnstone | Arnie Boyd           | Wally Flowers       | Bill Mackay        | Copper Cliff, Copper Cliff Curling Club                         |                      |
| 1952 | James Guy        | Jack Pike            | J. Leo Fregeau      | Austin Boyd        | Kenora, Kenora Curling Club                                     | 9.                   |
| 1953 | Grant Watson     | Don Mcewen           | Frank Sargent       | Archie Grant       | Thunder Bay, Port Arthur Curling Club                           |                      |
| 1954 | Don Groom        | Ray Cook             | Bob Mcinnes         | Tom Callaghan      | Sudbury, Granite Curling Club                                   |                      |
| 1955 | Rudy Steski      | Bob Wyatt            | Owen Staples        | Ed Mccormick       | North Bay, Granite Curling Club                                 |                      |
| 1956 | Steve Kuzmaski   | Bill Hudgins         | Al Rodin            | George Burns       | Copper Cliff, Copper Cliff Curling Club                         |                      |
| 1957 | Don Mcewen       | Jim Simpson          | Don Smeaton         | Bill Tetley        | Thunder Bay, Port Arthur Curling Club                           |                      |
| 1958 | Ron Redding      | Jack Kostick         | Bill Sawkins        | Al Hansen          | Kenora, Kenora Curling Club                                     |                      |
| 1959 | Darwin Wark      | Dennis Stephen       | Leslie Sutton       | John Jones         | Thunder Bay, Fort William Curling Club                          |                      |
| 1960 | Don Groom        | Art Silver           | Bill Groom          | Al Armstrong       | Sudbury, Granite Curling Club                                   |                      |
| 1961 | Ohn Polyblank    | Frank Mcdonald       | Earl Macinnes       | Murv Smith         | Kirkland Lake, Kirkland Lake Curling Club                       |                      |
| 1962 | Ron Redding      | John Kostick         | Al Hansen           | Gord Peterson      | Kenora, Kenora Curling Club                                     | 8.                   |
| 1963 | Doug Gathercole  | Lawrence Sauve       | Bernard Leclair     | Arthur Dubery      | Copper Cliff, Copper Cliff Curling Club                         |                      |
| 1964 | John Polyblank   | Frank Mcdonald       | Earl Macinnes       | E. Wayne Petch     | Kirkland Lake, Kirkland Lake Curling Club                       | 8.                   |
| 1965 | John Polyblank   | Frank Buturac        | Earl Macinnes       | E. Wayne Petch     | Kirkland Lake, Kirkland Lake Curling Club                       |                      |
| 1966 | Bill Grozelle    | Bob Grozelle         | Ted Butt            | George Mcillwaine  | Haileybury, Cobalt-Haileybury Curling Club                      | 11.                  |
| 1967 | Bill Grozelle    | Bob Grozelle         | John Dunn           | George Mcillwaine  | Haileybury, Cobalt-Haileybury Curling Club                      |                      |
| 1968 | Herbert Pile     | Len Tremblay         | Ross Davis          | D. Wayne Downey    | Geraldton, Geraldton Curling Club                               | 11.                  |
| 1969 | Terry Johnson    | Jack Thompson        | Grant Green         | Gordon Peterson    | Kenora, Kenora Curling Club                                     |                      |
| 1970 | Tom Tod          | Jim Carson           | J. Carl Whitfield   | Bill Hallinan      | Thunder Bay, Fort William Curling Club                          | 5.                   |
| 1971 | Bill Tetley      | Frank Sargent Junior | Jim Sargent         | Eric Knudsen       | Thunder Bay, Thunder Bay Country Club                           |                      |
| 1972 | Jack Mcfarlane   | John Boyd            | Rae Clattenburg     | Dave Mcfarlane     | Sault Ste. Marie, Tarentorus Sports Club                        |                      |
| 1973 | Don Harry        | Morley Harry         | Peter Wong          | Art Mousseau       | Sudbury, Sudbury Curling Club                                   |                      |
| 1974 | John Ross        | Frank Bell           | Bob Tate            | John Tate          | Sudbury, Idylwylde Golf & Curling Club                          | 8.                   |
| 1975 | Bill Tetley      | Rick Lang            | Bill Hodgson Junior | Peter Hnatiw       | Thunder Bay, Fort William Curling Club                          |                      |
| 1976 | Rick Lang        | Bob Nicol            | Al Fiskar Junior    | Warren Butters     | Thunder Bay, Fort William Curling Club                          |                      |
| 1977 | John Tate        | Bob Miller           | Wayne Leavoy        | George Medakovic   | Sudbury, Idylwylde Golf & Curling Club                          | 9.                   |
| 1978 | Barry Mutrie     | John Ballantyne      | John Ross           | Edward Bowcock     | Kapuskasing, Kapuskasing Curling Club                           | 11.                  |
| 1979 | Larry Pineau     | Scott Hamilton       | George Campbell     | Cliff Campbell     | Thunder Bay, Thunder Bay Winter Club                            |                      |
| 1980 | Al Hackner       | Rick Lang            | Bob Nichol          | Bruce Kennedy      | Thunder Bay, Fort William Curling Club                          |                      |
| 1981 | Al Hackner       | Rick Lang            | Bob Nichol          | Bruce Kennedy      | Thunder Bay, Fort William Curling Club                          |                      |
| 1982 | Al Hackner       | Rick Lang            | Bob Nichol          | Bruce Kennedy      | Thunder Bay, Fort William Curling Club                          |                      |
| 1983 | John MacFarlane  | Al Harnden           | Eric Harnden        | Rich Evoy          | Sault Ste. Marie, Tarentorus Curling Club                       | 7.                   |
| 1984 | Gord McKnight    | Bill Johnston        | Brian Carr          | Reg Gardner        | New Liskeard, Horne Granite Curling Club                        | 6.                   |
| 1985 | Al Hackner       | Rick Lang            | Ian Tetley          | Pat Perround       | Thunder Bay, Fort William Curling Club                          |                      |
| 1986 | Alan Harnden     | Mike Coulter         | Richard Evoy        | Rick Elliott       | Sault Ste. Marie, Soo Curlers Association                       | 7.                   |
| 1987 | Larry Pineau     | Jack Kallos          | Brian Snell         | Bruce Kennedy      | Thunder Bay, Fort William Curling Club                          | 8.                   |
| 1988 | Al Hackner       | Rick Lang            | Jim Adams           | Doug Smith         | Thunder Bay, Fort William Curling Club                          | 7.                   |
| 1989 | Al Hackner       | Bill Adams           | Jim Adams           | John Salo          | Thunder Bay, Fort William Curling Club                          | 10.                  |
| 1990 | Al Harnden       | Eric Harnden         | Rich Evoy           | Frank Caputo       | Sault Ste. Marie, Soo Curlers' Association                      |                      |
| 1991 | Rick Lang        | Scott Henderson      | Ross Tetley         | Art Lappalainen    | Thunder Bay, Fort William Curling Club                          | 4.                   |
| 1992 | Al Hackner       | Larry Pineau         | Brian Perozak       | Brian Adams        | Thunder Bay, Fort William Curling Club                          | 5.                   |
| 1993 | Rick Lang        | Scott Henderson      | Ross Tetley         | Art Lappalainen    | Thunder Bay, Fort William Curling Club                          |                      |
| 1994 | Scott Patterson  | Phil Loevenmark      | John McClelland     | Wayne Lowe         | North Bay, Granite Curling Club                                 | 4.                   |
| 1995 | Al Hackner       | Rick Lang            | Aaron Skillen       | Art Lappalainen    | Thunder Bay, Fort William Curling Club                          | 7.                   |
| 1996 | David MacInnes   | Jeffrey Henderson    | Marc Butler         | Will Gubbels       | Timmins, McIntyre Curling Club                                  | 11.                  |
| 1997 | Chris Buchan     | Mike Coulter skip    | Dusty Jakomait      | Mark Maki          | Sault Ste. Marie, Soo Curlers Association                       | 10.                  |
| 1998 | Bruce Melville   | Rob Sinclair         | Dale Wiersema       | Larry Rathje       | Thunder Bay, Port Arthur Curling Club                           | 6.                   |
| 1999 | Scott Patterson  | Phil Loevenmark      | John McClelland     | Wayne Lowe         | North Bay, North Bay Curling Club                               | 7.                   |
| 2000 | Tim Phillips     | Roger Sauve          | Ron Henderson       | Dan Sauve          | Sudbury, Idylwylde Golf & Curling Club                          | 12.                  |
| 2001 | Al Hackner       | Bryan Burgess        | Joe Scharf          | Mike Assad         | Thunder Bay, Fort William Curling Club                          | 9.                   |
| 2002 | Tim Phillips     | Ron Collins          | Drew Eloranta       | Doug Hong          | Sudbury, Sudbury Curling Club                                   | 8.                   |
| 2003 | Scott Henderson  | Art Lappalainen      | Mike Desilets       | Tim Lindsay        | Thunder Bay, Fort William Curling Club                          | 7.                   |
| 2004 | Robbie Gordon    | Brian Fawcett        | Steve Burnett       | Jeremy Landry      | Haileybury, Cobalt-Haileybury Curling Club                      | 8.                   |
| 2005 | Mike Jakubo      | Jonathon Solberg     | Luc Ouimet          | Lee Toner          | Copper Cliff, Copper Cliff Curling Club                         | 10.                  |
| 2006 | Robbie Gordon    | David MacInnes       | Steve Burnett       | Jeremy Landry      | Haileybury, Cobalt-Haileybury Curling Club                      | 12.                  |
| 2007 | Brad Jacobs      | Alan Harnden skip    | Dusty Jakomait      | Lee Toner          | Sault Ste. Marie, Soo Curlers Association                       | 6.                   |
| 2008 | Eric Harnden     | E.J. Harnden         | Ryan Harnden        | Caleb Flaxey       | Sault Ste. Marie, Soo Curlers Association                       | 8.                   |
| 2009 | Mike Jakubo      | Matt Seabrook        | Luc Ouimet          | Lee Toner          | Sudbury, Copper Cliff Curling Club                              | 11.                  |
| 2010 | Brad Jacobs      | E.J. Harnden         | Ryan Harnden        | Caleb Flaxey       | Sault Ste. Marie, Soo Curlers Association                       |                      |
| 2011 | Brad Jacobs      | E.J. Harnden         | Ryan Harnden        | Scott Seabrook     | Sault Ste. Marie, Soo Curlers Association                       | 5.                   |
| 2012 | Brad Jacobs      | E.J. Harnden         | Ryan Harnden        | Scott Seabrook     | Sault Ste. Marie, Soo Curlers Association                       | 6.                   |
| 2013 | Brad Jacobs      | Ryan Fry             | E.J. Harnden        | Ryan Harnden       | Sault Ste. Marie, Soo Curlers Association                       |                      |
| 2014 | Jeff Currie      | Mike McCarville      | Colin Koivula       | Jamie Childs       | Thunder Bay, Fort William Curling Club                          | 11.                  |
| 2015 | Brad Jacobs      | Ryan Fry             | E.J. Harnden        | Ryan Harnden       | Sault Ste. Marie, Soo Curlers Association                       |                      |

## Reprezentacja Northern Ontario na the Brier i mistrzostwach świata
Zespoły z Northern Ontario pięciokrotnie sięgały po tytuł mistrzów kraju, 5 razy plasowały się na drugim oraz 6 na trzecim stopniu podium. Jako że mistrzostwa świata rozgrywane są od 1959 zawodnicy z północnej części Ontario wystąpili na nich czterokrotnie.
W 1975 ekipa Billa Tetleya zdobyła brązowy medal. W 1982 i 1985 Al Hackner jako skip triumfował pokonując Szwajcarów i Szwedów. W 2013 Brad Jacobs zdobył srebrne medale.